# Главное расслоение
Главное расслоение — расслоение, соответствующее свободному действию группы на пространстве. Главные расслоения играют важную роль в математической формулировке калибровочных теорий.

## Определение
Пусть {\displaystyle G} — топологическая группа. Главным расслоением со структурной группой {\displaystyle G} (или {\displaystyle G}-главным расслоением) называют локально тривиальное расслоение {\displaystyle \pi :P\to X}, снабжённое непрерывным правым действием группы {\displaystyle P\times G\to P}, сохраняющим слои и действующим на них свободно и транзитивно. Соответственно, слой расслоения гомеоморфен {\displaystyle G}, а база {\displaystyle X} — множеству орбит {\displaystyle P/G}.

### Ассоциированное расслоение
Расслоение ассоциированное с данным {\displaystyle G}-главным расслоением, имеет ту же структурную группу и функции перехода, но другой слой {\displaystyle F}.
Точнее, пусть {\displaystyle \pi :P\to X} — главное расслоение, {\displaystyle \rho :G\to \mathrm {Homeo} (F)} — непрерывное левое действие структурной группы на топологическом пространстве {\displaystyle F}.
Определим правое действие {\displaystyle G} на {\displaystyle P\times F}:
{\displaystyle (p,f)\cdot g=(p\cdot g,\rho (g^{-1})f)\,.}
Рассмотрим факторпространство {\displaystyle A=(P\times F)/G} и определим проекцию {\displaystyle \pi _{A}([p,f])=\pi (p)}.
Тогда {\displaystyle \pi _{A}:A\to X} — локально тривиальное расслоение со структурной группой {\displaystyle G}, называемое ассоциированным с {\displaystyle P}.
В теории калибровочных полей связности Эресманна на главном расслоении соответствует калибровочное поле, а сечениям ассоциированного расслоения — поля материи.

## Свойства
- Главное расслоение тривиально (то есть изоморфно {\displaystyle P\times G}) тогда и только тогда, когда оно имеет глобальное сечение {\displaystyle \sigma :X\to P}.

## Примеры
- Расслоение реперов {\displaystyle FM} многообразия {\displaystyle M}, имеющее структурную группу {\displaystyle \mathrm {GL} (\dim M)}.
- Пусть {\displaystyle G} — группа Ли, {\displaystyle H} — некоторая её замкнутная подгруппа. Тогда мы получаем главное расслоение с базой {\displaystyle G/H}, структурной группой {\displaystyle H} и проекцией {\displaystyle \pi :G\to G/H}.
- Расслоение Хопфа — главное расслоение с базой {\displaystyle S^{2}}, структурной группой {\displaystyle \mathrm {U} (1)\simeq S^{1}} и тотальным пространством {\displaystyle S^{3}}.
- Регулярное накрытие {\displaystyle p:C\to X} является главным расслоением со структурной группой {\displaystyle \pi _{1}(X)/p_{*}(\pi _{1}(C))}, действующей монодромией. В частности, универсальное накрытие {\displaystyle X} является главным расслоением, причем его структурная группа — фундаментальная группа базы {\displaystyle \pi _{1}(X)}.